# Panamomops tauricornis
Panamomops tauricornis är en spindelart som först beskrevs av Simon 1881.  Panamomops tauricornis ingår i släktet Panamomops och familjen täckvävarspindlar. Inga underarter finns listade i Catalogue of Life.